# Kevyn Ista
Kevyn Ista (Auvelais, Sambreville, Província de Namur, Valònia, 22 de novembre de 1984) és un ciclista belga, professional des del 2005 i que actualment corre a l'equip WB Veranclassic Aqua Protect. En el seu palmarès destaquen les victòries al Tour de Flandes sub-23 de 2006 i la Ruta Adélie de Vitré de 2008. El 2009 guanyà una etapa del Tour del Mediterrani. També destaca la segona posició a l'Omloop Het Nieuwsblad del 2009 i a Le Samyn del 2010.

## Palmarès
- 2004
  - Vencedor d'una etapa del Tour de Namur
- 2006
  - 1r al Tour de Flandes sub-23
- 2007
  - Campió de Valònia
  - 1r a la Zellik-Galmaarden
  - Vencedor d'una etapa del Tour de Namur
- 2008
  - 1r a la Ruta Adélie de Vitré
- 2009
  - Vencedor d'una etapa del Tour del Mediterrani